# Геология и минералогия в Швеции
Геология и минералогия в Швеции получили широкое развитие уже в XVII—XVIII веках, благодаря трудам выдающихся геологов в лице И. Иэрна, Э. Сведенборга, М. Бромеля, К. Стобэуса и А. Цельсия. Карл Линней положил основание системе классификации горных пород, изложенной в 1780 году немецким геологом А. Г. Вернером. Значение кристаллизации для классификации минералов было также указано Линнеем; его методу следовал И. Валлериус, издавший первое шведское руководство по минералогии. А. Кронстед сделал значительный вклад в развитие минералогии своим трудом: «Försök till mineralogi eller metalrikets uppställning» (переведён на иностранные языки). Т. Бергман своим трудом: «Physisk beskrifning öfver jordklodet» ещё больше, чем Линней, подготовил систему Вернера.